# (214) Aixera

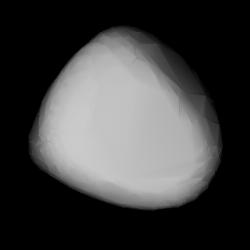
Model en 3D de l'asteroide.

(214) Aschera és un asteroide pertanyent al cinturó d'asteroides descobert el 29 de febrer de 1880 per Johann Palisa des de l'observatori de Pula (Croàcia).
Està nomenat així per Asera, un altre nom de la deessa cananea Astarot.